# Geodia peruncinata
Geodia peruncinata är en svampdjursart som beskrevs av Arthur Dendy 1905. Geodia peruncinata ingår i släktet Geodia och familjen Geodiidae. Inga underarter finns listade i Catalogue of Life.